# Tadeusz Groń
Tadeusz Groń (ur. 1953, zm. 22 lipca 2025) – polski fizyk, profesor nauk fizycznych.

## Życiorys
W 1978 r. ukończył studia fizyki technicznej w Akademii Górniczo-Hutniczej im. Stanisława Staszica w Krakowie, w 1989 r. obronił pracę doktorską, w 1997 r. habilitował się na podstawie pracy zatytułowanej Wpływ luk sieciowych i mieszanej wartościowości na przewodnictwo elektryczne w roztworach stałych o strukturze spinelowej. W 2009 r. uzyskał tytuł profesora nauk fizycznych.
Został pracownikiem naukowym na Uniwersytecie Śląskim w Katowicach.